# Activació de producte
La activació de producte  és un procediment de validació de llicència requerit per alguns programes de programari privat. Específicament, l'activació de producte es refereix a un mètode en què una aplicació de programari genera números de sèrie de maquinari i un ID específics a la llicència del producte per generar un identificador d'instal·lació únic. Aquest ID d'instal·lació és enviat al fabricant per a comprovar l'autenticitat del ID del producte i per assegurar que l'identificador no s'utilitzi per a diverses instal·lacions.
Com a prova, Microsoft va usar per primera vegada l'activació de producte en el Microsoft Office 2000 amb SR-1. Algunes còpies venudes a Austràlia, Brasil, Canadà, Xina, Hong Kong, Nova Zelanda i Estats Units requerien que l'usuari activés el producte mitjançant Internet. Després del seu èxit, el sistema d'activació de producte es va estendre per tot el món i es va incloure en totes les versions següents de Windows i Office. Aquesta pràctica està en debat, principalment per ser un dels primers usos d'aquest tipus de sistema en un producte de consum general.
Un producte no activat normalment actua com a programa en període de prova fins que es compra una ID i s'utilitza per activar el programari. Alguns productes permeten que les llicències es transfereixin d'una màquina a una altra utilitzant Eines en línia, sense haver de trucar al suport tècnic per desinstal·lar la còpia a l'ordinador vell abans de instal·la'l a l'ordinador nou.

## Transferència/desinstal
Algunes companyies obliguen els usuaris a transferir l'activació quan es traspassa un producte d'un ordinador a un altre, quan es reemplaça maquinari en un ordinador ja existent o quan es formata un disc dur. La transferència pot requerir la supressió de producte a l'ordinador anterior abans de poder activar-lo en el nou. És possible que els usuaris hagin d'informar en línia de la desinstal al proveïdor del programari.

## Crítiques
- Si un ordinador és robat o destruït, la memòria de l'activació pot perdre's. Els productes podran reactivar només si es compta amb el bon fer de la companyia. Això fa impossible l'guardar una còpia de seguretat per a cas de pèrdues de dades.
- Pot causar problemes a l'usuari, especialment si són necessàries trucades telefòniques per completar l'activació o per a casos de problemes tècnics, com ara bloquejos del tallafocs o problemes amb el servidor d'activació, fent impossible completar l'activació del producte.
- Pot reforçar restriccions en els acords de llicències de programari que poden ser legalment invàlids. Per exemple, una companyia podria negar-se a reactivar el programari en un ordinador nou o millorat, fins i tot encara que l'usuari tingui el dret a utilitzar el producte en aquestes circumstàncies.
- Si la companyia deixa de donar suport a un producte en concret (o es declara en fallida), el producte adquirit pot quedar inutilitzat o incapaç de ser reactivat llevat que es publiqui un pegat aconseguiu corregir això o faci que no sigui necessària l'activació.
- Encara que molts plans d'activació són anònims, alguns obliguen l'usuari a registrar-se, el que suposa donar informació personal abans d'activar el producte.
- Molts argumenten que l'activació del producte no protegeix contra la pirateria, perquè els pirates normalment troben alguna manera d'evitar l'activació.
- L'activació de producte, quan no hi ha forma de transferir la llicència a una altra persona perquè l'activeu en el seu ordinador, ha estat molt criticada perquè fa que la venda de productes de segona mà, especialment videojocs, sigui molt difícil. Alguns sospiten que empreses com EA han estat utilitzant l'activació de producte com a manera de reduir les vendes de segona mà dels seus jocs i aconseguir vendre més còpies noves.

## Llista de productes que utilitzen l'activació de producte
- Totes les edicions de Microsoft Windows XP i Windows Server 2003 requereixen activació de producte de Windows excepte les edicions que utilitzen claus de producte.
- Totes les edicions de Microsoft Windows Vista i Windows Server 2008 que inclouen edicions de llicència.
- Windows Small Business Server i Windows Essential Business Server
- Microsoft Office XP, Office 2003, Office 2007 i Office 2000 amb SR-1, excepte les edicions amb llicència d'aquests productes.
- Microsoft Streets and Trips 2008.
- Microsoft Money Plus 2008 (totes les edicions).
- Microsoft Math 3.0.
- Diversos jocs de Games for Windows incloent Shadowrun, Flight Simulator X i Halo 2.
- Totes les edicions i versions d'Adobe Creative Suite de CS2 des d'ara (Windows) i de CS3 des d'ara (Mac).
- Tots els jocs distribuïts mitjançant trygames.com.
- Tots els jocs distribuïts mitjançant Reflexive Arcade.
- Tots els jocs distribuïts mitjançant Steam
- Els jocs i algun altre tipus de programari comprat des de la botiga online de Stardock.[1]
- Tots els productes llançats per Native Instruments a partir de 2005.
- Tots els jocs desenvolupats per PopCap Games, incloent Bejeweled 2 i Zuma (les versions CD de prova no tenen activació).
- El videojoc BioShock desenvolupat per 2K Boston/2K Austràlia.
- Norton AntiVirus 2008, Internet Security 2008 i Norton 360.
- ACDSee per ACDSystems.
- Glass Eye 2000 per Dragonfly Software.
- MATLAB fet per The MathWorks.
- Els videojocs Spore i Mass Effect de EA fan servir l'activació per comprovar que no s'estigui jugant amb una còpia pirata, tant en el llançament del joc com mitjançant pegats i actualitzacions.
- Nero Burning ROM, de Nero AG, va començar a requerir activació a partir de la vuitena versió. Inclou un formulari per enviar per fax a més del patentactivation.exe per aquells que no tinguin connexió a Internet.
- Tot el programari desenvolupat per Corel.
- El videojoc Blockland.